# Craintilleux
Craintilleux là một xã trong tỉnh Loire miền trung nước Pháp.